# ريوتا أوساكا
ريوتا أوساكا (逢坂良太 أوساكا ريوتا) هو مؤدي أصوات ياباني ولد في 2 أغسطس 1986 في محافظة توكوشيما.

## أدواره في الأنمي

### مسلسلات أنمي تلفزيونية
- تسوريتاما - يوكي سانادا
- ناغي-آسو: هدوء في البحر - كانامي إيساكي
- هجوم العمالقة - ماركو بوت
- هجوم العمالقة Season 2 - ماركو بوت
- هجوم العمالقة Season 3 - ماركو بوت
- هجوم العمالقة: الثانوية - ماركو بوت
- بلاد لاد - ستاز تشارلي بلاد
- مغامرة جوجو الغريبة - مارك
- فالفريف الثوري - هاروتو توكيشيما
- بيست ساغا - كانيغارو
- زعيم الشر يعمل! - ساداو ماو
- روزن ميدن (2013) - جون ساكورادا
- غاتشامان كراودز - سوغاني تاتشيبانا
- غاتشامان كراودز إنسايت - سوغاني تاتشيبانا
- ميداكا بوكس أبنورمال - هامايا هياكوتشو
- أص الديناري - إيجون ساوامورا
- هيوكا - عضو نادي كرة السلة
- لوغ هورايزون - شوريو
- ماغي: The Kingdom of Magic - سفينتوس كارمن
- هاماتورا - نايس
- رد:_هاماتورا - نايس
- غلاسليب - كاكيرو أوكيكورا
- آرجيفولون - توكيموني سوسومو
- فوؤن إيشين دايشوغن - ستيمارو
- دينكي-غاي - أوميو
- فصل الاغتيال - يوما إيسوغاي
- فصل الاغتيال SECOND SEASON - يوما إيسوغاي
- بياض الثلج ذات الشعر الأحمر - زين ويستاليا
- شو باي روك!! - كاي
- شو باي روك!!# - كاي
- كذبتك في أبريل - ريوتا واتاري
- فرسان سيدونيا - ناغاتي تانيكازي
- فرسان سيدونيا: معركة الكوكب التاسع - ناغاتي تانيكازي
- كرة سلة كوروكو - تشيهيرو مايوزومي
- يامادا-كن والساحرات السبع - ريو يامادا
- بطولات فارس فاشل - إيكي كوروغاني
- أوشيو و تورا - ساتورو موريتسونا
- هايكيو!! الموسم الثاني - كيجي أكآشي
- برينس أوف سترايد ألترنيتيف - هاجيمي إيزومينو
- قرية الضياع - ريجي
- كابانيري الحصن الحديدي - سوكاري
- أول آوت!! - موتسومي هاتشيؤوجي
- البدلة المتنقلة جاندام: أيتام الدم الحديدي - هاش ميدي
- توكين رانبو: هانامارو - شيشيو
- تيلز أوف زيستيريا ذا كروس - ميكليو
- بلاك كلوفر - سيكي برونزازا
- دايف!! - ريو أوهيرو
- يوكيو هولدر! - تشاو شينغتسي
- عوليس: جان دارك و الفارس الخيميائي - مونمورنسي
- هاكاتا تونكوتسو رامنز - يوسكي هارادا
- غريمز نوتس - إكس
- نحن عاجزون عن الدراسة - ناريوكي يويغا
- جاندام بيلد دايفرز - شهريار
- أوفرلورد II - كلايمب
- أوفرلورد III - كلايمب
- ميزان نيل أدميراري - هيسوي هوشيكاوا
- مرحبًا بكم في فصل تفوق القدرات الحقيقية - يوسكي هيراتا
- هاكيو هوشين إنغي - أوما
- غير الكفوء في أكاديمية الملك الشيطان - البطل كانون

### أوفا أنمي
- هجوم العمالقة: زوار مفاجئون - ماركو بوت

### أفلام أنمي
- سلسلة أفلام كود غياس: أكيتو المنفي
  - كود غياس: أكيتو المنفي: الفصل الثاني «انقسام التنين» - ريني لوران
- أورا: معركة ماريوينكوغا الأخيرة - كاواي
- لأجل من يتواجد الخيميائي - إدغار إل ليونهارت
- كابانيري الحصن الحديدي: معركة أوناتو - سوكاري

## أدواره في ألعاب الفيديو
- تيلز أوف زيستيريا - ميكليو
- هايكيو!! كروس تيم ماتش! - سيجي أكآشي
- برينس أوف سترايد - هاجيمي إيزومينو، كازوكي ساتّا

## أدواره في الدبلجة اليابانية
- لعبة إندر - أندرو «إندر» ويغين
- ميراكيولوس: مغامرات الدعسوقة والقط الأسود - أدريان أغريست/القط الأسود

## وصلات خارجية
- ريوتا أوساكا على موقع IMDb (الإنجليزية)
- ريوتا أوساكا على موقع ميوزك برينز (الإنجليزية)
- ريوتا أوساكا على موقع قاعدة بيانات الفيلم (الإنجليزية)
- ريوتا أوساكا على موقع كينوبويسك (الروسية)
- ريوتا أوساكا على موقع ANN person (الإنجليزية)